# Twin Peaks (Sierra Nevada)
Twin Peaks je hora v centrální části pohoří Sierra Nevada, v Mono County a Tuolumne County, na východě Kalifornie. Nachází se na severovýchodní hranici Yosemitského národního parku, 2,4 kilometru jihovýchodně od nejvyšší hory v oblasti Matterhorn Peak.
Twin Peaks náleží s nadmořskou výškou 3 747 metrů mezi třicet nejvyšších hor Kalifornie s prominencí vyšší než 500 metrů.
V blízkém okolí se nachází dalších několik vrcholů z této první třicítky. Severně Eagle Peak, severozápadně Tower Peak a jihovýchodně Mount Warren, Mount Connes a Mount Dana.